# Austin Pendleton
Pour les articles homonymes, voir Pendleton.
Austin Campbell Pendleton, né le 27 mars 1940 à Warren, dans l'Ohio (États-Unis), est un acteur et réalisateur américain.

## Filmographie

### Comme acteur
- 1968 : Petulia de Richard Lester : Intern
- 1968 : On ne vit qu'une fois (One Life to Live) (série TV) : Role Unknown (1980s)
- 1968 : Skidoo (Skidoo) : Fred the Professor
- 1970 : Catch-22 : Lt. Col. Moodus (Gen. Dreedle's son-in-law)
- 1970 : George M! (TV) : Stage Manager
- 1972 : On s'fait la valise, Doc? (What's Up, Doc?) de Peter Bogdanovich : Frederick Larrabee
- 1972 : Every Little Crook and Nanny : Luther
- 1973 : Le Voleur qui vient dîner (The Thief Who Came to Dinner), de Bud Yorkin : Zukovsky
- 1974 : June Moon (TV) : Bennie
- 1974 : Spéciale première (The Front Page) : Earl Williams
- 1977 : La Dernière Route (The Last of the Cowboys) de John Leone : Guido
- 1979 : The Muppet Movie : Max
- 1979 : Merci d'avoir été ma femme (Starting Over) : Paul
- 1980 : Diary of the Dead (en) : Dr. Klein
- 1980 : Simon : Dr. Carl Becker
- 1980 : First Family (en) : Dr. Alexander Grade
- 1983 : Alice au pays des merveilles (TV) : White Rabbit
- 1984 : Talk to Me : Richard Patterson
- 1985 : Mon pote Adam : Mr. Greenhut
- 1986 : Le Flic était presque parfait (Off Beat) : Gun Shop Salesman
- 1986 : Short Circuit : Howard Marner
- 1987 : La Joyeuse Revenante (Hello Again) : Junior Lacey
- 1990 : Mr. & Mrs. Bridge : Mr. Gadbury
- 1991 : The Ballad of the Sad Café : Lawyer Taylor
- 1991 : Double identité (True Identity) : Director of Othello
- 1991 : Lethal Innocence (TV) : Paul Kent
- 1992 : Do You Like Women?
- 1992 : Mon cousin Vinny (My Cousin Vinny) : John Gibbons
- 1992 : Rain Without Thunder : Catholic Priest
- 1992 : Charlie's Ear : Harold Blodgett
- 1992 : Four Eyes and Six Guns (Quatre yeux et un colt) (TV)
- 1993 : My Boyfriend's Back : Dr. Bronson
- 1993 : À la recherche de Bobby Fischer (Searching for Bobby Fischer) : Asa Hoffman
- 1993 : Monsieur Nounou (Mr. Nanny) : Alex Mason, Sr.
- 1994 : Les Héritiers affamés (Greedy) : Hotel Clerk
- 1994 : Un ange gardien pour Tess (Guarding Tess) : Earl Fowler
- 1994 : Nuits de Chine (Don't Drink the Water) (TV) : Chef Oscar
- 1995 : The Fifteen Minute Hamlet : Hamlet
- 1995 : Long Island Fever (TV) : Dr.Motts
- 1995 : Week-end en famille (Home for the Holidays) : Peter Arnold
- 1995 : Trop, c'est trop (Two Much) : Dr. Huffeyer
- 1995 : Les contes de la crypte Saison 6, épisode 12. Doctor of Horror : Le docteur Orloff
- 1996 : Sergent Bilko (Sgt. Bilko) : Major Ebersole
- 1996 : 2 jours à Los Angeles (2 Days in the Valley) : Ralph Crupi
- 1996 : La Propriétaire (The Proprietor) : Willy Kunst
- 1996 : L'Associé (The Associate) : Aesop
- 1996 : Leçons de séduction (The Mirror Has Two Faces) : Barry
- 1997 : A River Made to Drown In : Billy
- 1997 : The Fanatics : Eugene Cleft
- 1997 : Le Plus fou des deux (Trial and Error) : Judge Paul Z. Graff
- 1997 : Sue perdue dans Manhattan (Sue) : Bob
- 1997 : Amistad : Prof. Gibbs
- 1998 : Charlie Hoboken : Harry Cedars
- 1999 : Le Quatrième Étage (The 4th Floor) : Albert Collins
- 1999 : Skirty Winner : François Truffaut
- 1999 : Brokendown Love Story : Lucky
- 1999 : Joe the King : Winston
- 1999 : Men of Means : Jerry Trask
- 2000 : The Summer of My Deflowering (segment Angela)
- 2000 : Angela
- 2000 : Clowns : Dean
- 2000 : Homicide: The Movie (en) (TV) : Dr. George Griscom, C.M.E.
- 2000 : Broke Even : Archie
- 2000 : The Acting Class : Bobby Austin
- 2000 : Fast Food, Fast Women (Fast Food Fast Women) : George
- 2001 : Queenie in Love : Alvin
- 2001 : Un homme d'exception (A Beautiful Mind) de Ron Howard : Thomas King
- 2002 : Wishcraft de Danny Graves et Richard Wenk : Mr. Turner
- 2002 : Manna from Heaven de Gabrielle Burton et Maria Burton : Two-Digit Doyle
- 2003 : Raising Flagg : Gus Falk
- 2003 : Le Monde de Nemo (Finding Nemo) : Gurgle (voix)
- 2003 : New York, unité spéciale (saison 5, épisode 9) : Horace Gorman
- 2003 : Filles de bonne famille (Uptown Girls) : Mr. McConkey
- 2003 : Sick in the Head (TV)
- 2004 : Piccadilly Jim (en) : Peter Pett
- 2004 : New York, section criminelle (saison 4, épisode 9) : John Manotti
- 2004 : Strip Search (TV) : James Perley
- 2004 : Un Noël de folie! (Christmas with the Kranks) : Umbrella Santa / Marty
- 2005 : Dirty Work : Julian
- 2005 : The Civilization of Maxwell Bright : Jaurice
- 2005 : The Notorious Bettie Page : Teacher
- 2006 : Lovely by Surprise : Jackson
- 2006 : 5-25-77 : Herb Lightman
- 2012 : Hans: A Case Study : Sigmund Freud
- 2012 : Game Change (TV) : Joe Lieberman
- 2014 : Broadway Therapy : Judge Pendergast

### Comme réalisateur
- 1983 : Say Goodnight, Gracie (TV)